# Ceratagallia inconspicua
Ceratagallia inconspicua är en insektsart som beskrevs av Baker 1898. Ceratagallia inconspicua ingår i släktet Ceratagallia och familjen dvärgstritar. Inga underarter finns listade i Catalogue of Life.